# Talodi (Sprache)
Die Sprache Dschoman (Talodi) oder auch Adschoman und Gadschoman ist eine vom Aussterben bedrohte kordofanische Sprache, die im Sudan gesprochen wird.
Sie zählt zur Sprachgruppe der Talodi-Heiban-Sprachen innerhalb der Niger-Kongo-Sprachfamilie. Die Zahl der Sprecher beträgt nur noch 1500, da die einstigen Sprecher zusehends die arabische Sprache – Amtssprache des Sudan – als Muttersprache übernahmen. Der Trend setzt sich noch heute fort.